# Podocarpus nubigenus
Podocarpus nubigenus är en barrträdart som beskrevs av John Lindley. Podocarpus nubigenus ingår i släktet Podocarpus och familjen Podocarpaceae. IUCN kategoriserar arten globalt som nära hotad. Inga underarter finns listade i Catalogue of Life.

## Bildgalleri

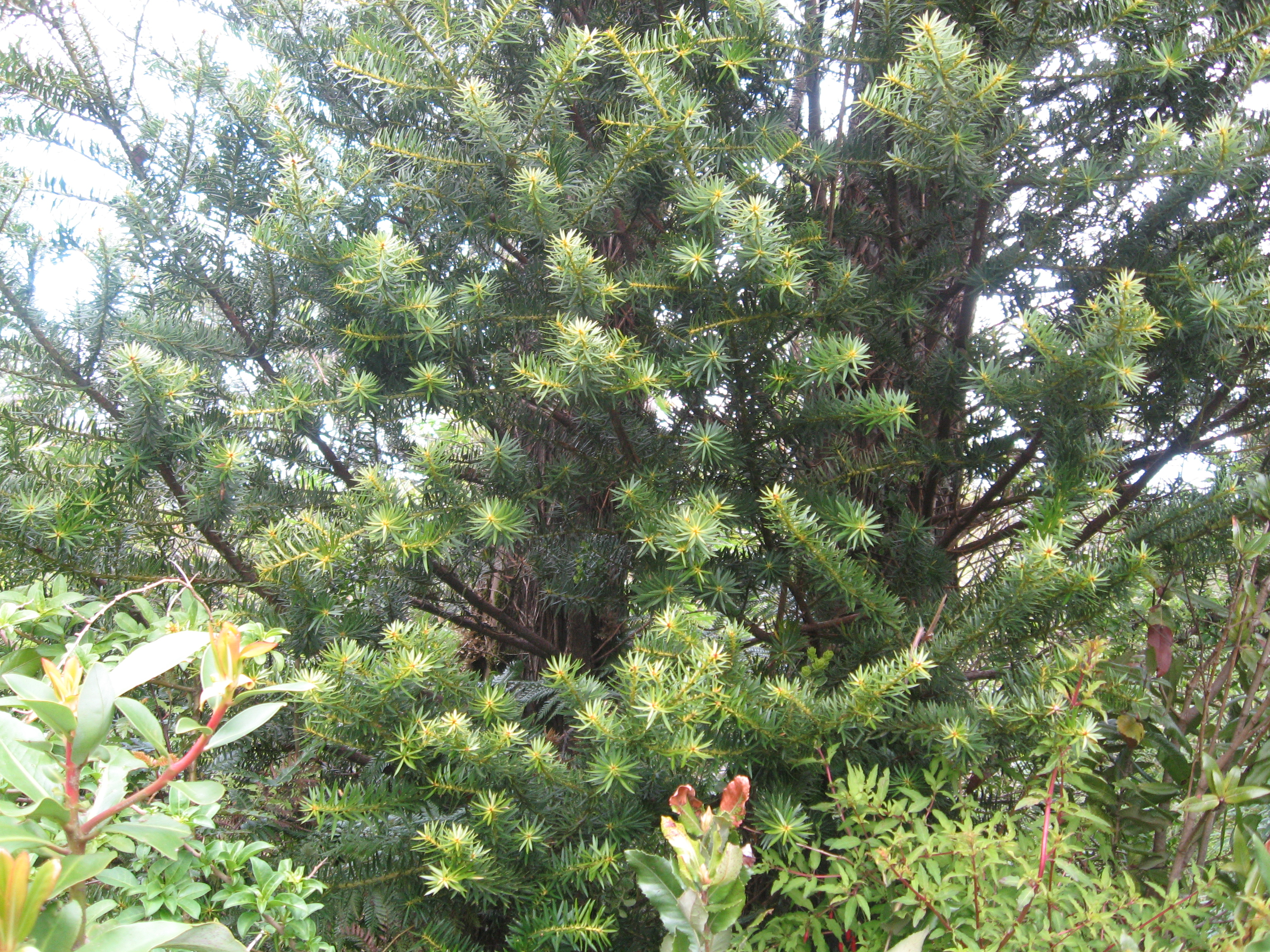
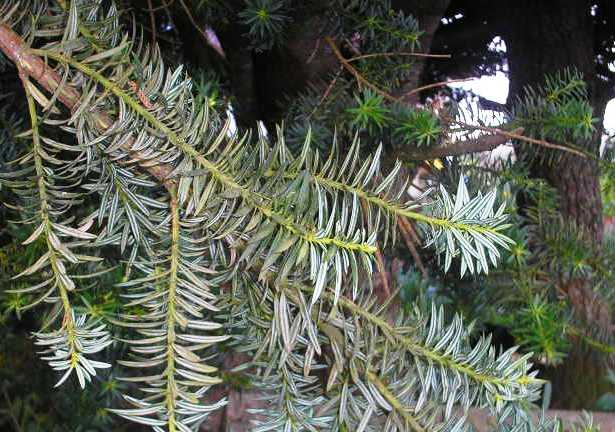
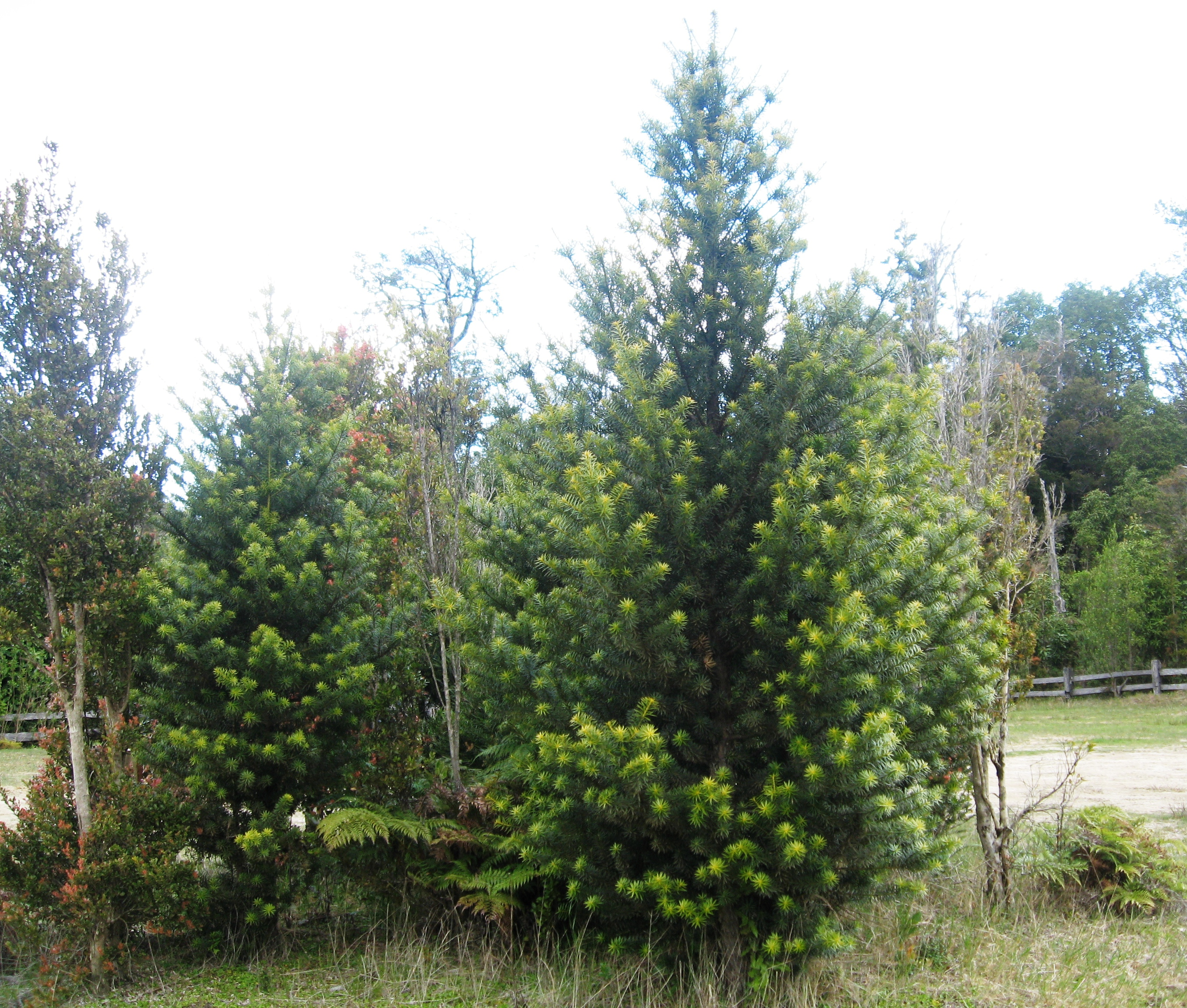